# Nena, olvídame
Committed (en España: Nena, olvídame) es una película estadounidense de 2000 dirigida por Lisa Krueger.

## Argumento
Nadie cree más en el matrimonio que Joline (Heather Graham), por lo que cuando su marido Carl la abandona repentinamente, ella lo ve como una prueba más en la lucha de la vida por mantener la fidelidad. Creciéndose con el desafío, Joline emprende un viaje de dos mil millas con el fin de dar con el paradero de su marido y devolverle el sentido común. Sin embargo, la auténtica odisea empieza cuando Joline va a parar a El Paso, Texas, donde encuentra a Carl (Luke Wilson), y empieza a vigilar la nueva vida de éste.

## Ficha artística
- Heather Graham .... Joline
- Casey Affleck .... Jay
- Luke Wilson .... Carl
- Goran Visnjic .... Neo
- Patricia Velásquez .... Carmen
- Alfonso Aráu .... Grampy
- Mark Ruffalo .... T-Bo
- Clea DuVall .... Mimi (como Clea Duvall)
- Summer Phoenix .... Meg
- Kim Dickens .... Jenny